# 佩泰萊亞鄉
46°44′N 24°43′E / 46.733°N 24.717°E
佩泰萊亞鄉（羅馬尼亞語：Comuna Petelea, Mureș），是羅馬尼亞的鄉份，位於該國中部，由穆列什縣負責管轄，面積44平方公里，海拔高度492米，2007年人口2,924，人口密度每平方公里67人。